# اسب یاقوتستان

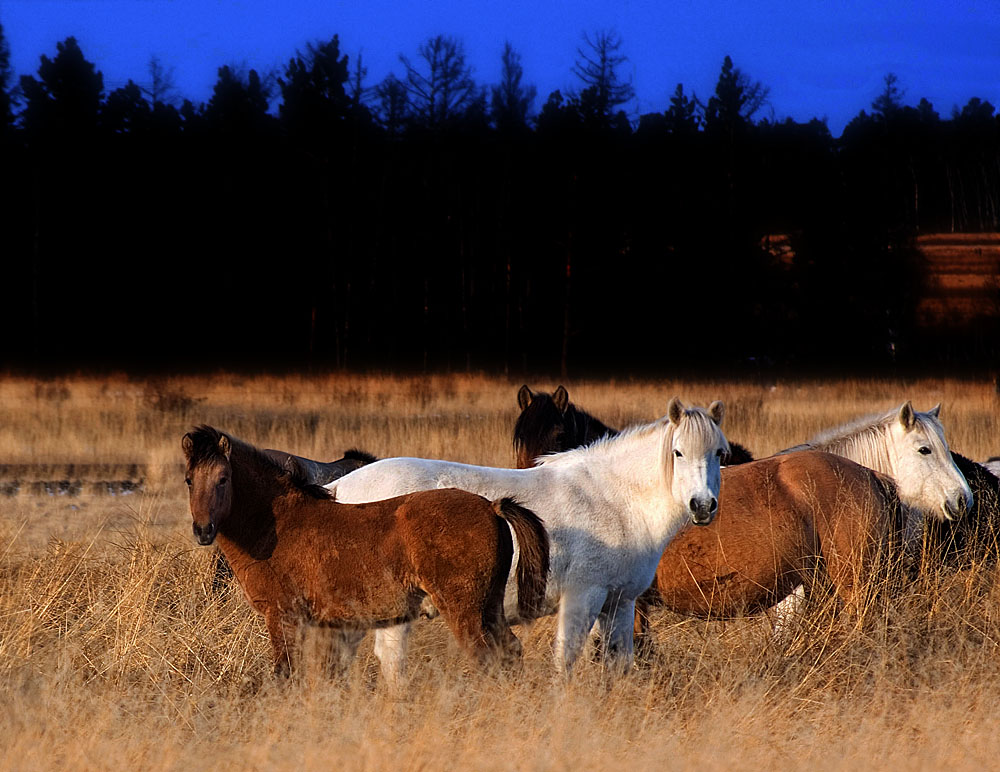
در تابستان

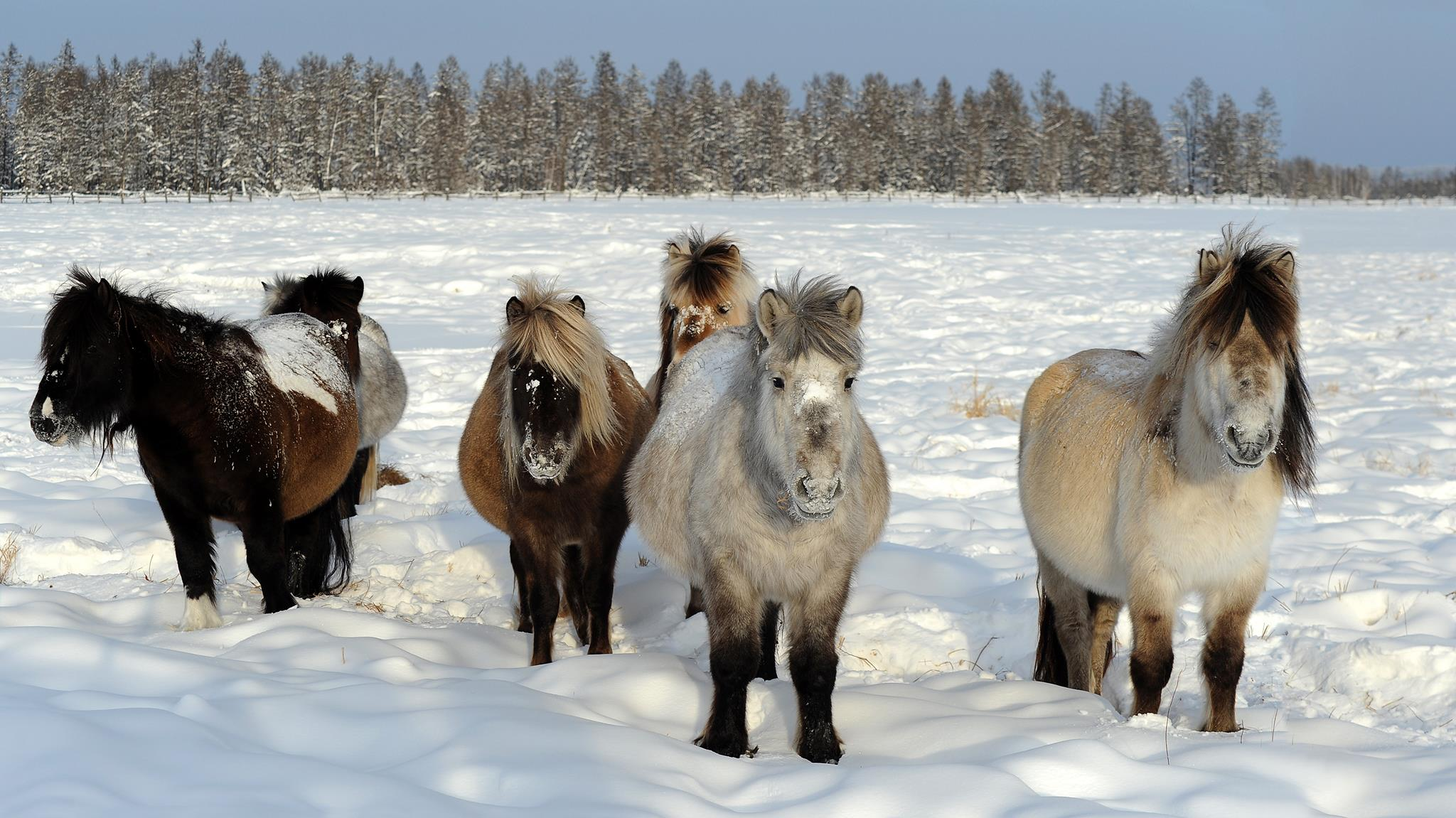
در زمستان

اسب یاقوتستان (ساخا آتا) یا اسب یاقوت یک نژاد اسب بومی از منطقه جمهوری ساخا (یا یاقوتستان) سیبری است. در مقایسه با اسب مغولی مشابه و اسب پرژوالسکی بزرگ‌تر است. به دلیل سازگاری آن با آب‌وهوای بسیار سرد یاقوتستان، از جمله توانایی مکان‌یابی و چرای گیاهانی که در زیر پوشش عمیق برفی قرار دارند، و زنده ماندن بدون سرپناه در دمایی که به −۷۰ درجه سلسیوس (−۹۴ درجه فارنهایت) می‌رسد، مورد توجه قرار گرفته‌است.
به نظر می‌رسد که این اسب‌ها از اسب‌های اهلی‌شده‌ای که با یاقوت‌ها در زمان مهاجرت به این منطقه در سده سیزدهم آورده شده‌اند، تکامل یافته‌اند و از اسب‌های وحشی که در دوران نوسنگی در این منطقه ساکن بوده‌اند، سرچشمه گرفته‌اند.

## واریته‌ها و ویژگی‌ها
این نژاد به‌طور میانگین ۱۴۰ سانتیمتر (۱۳٫۳ دست) در نریان و ۱۳۶ سانتیمتر (۱۳٫۲ دست) در مادیان، و ویژگی‌های ظاهری خاصی با دیگر نژادهای شمالی مانند اسبچه شتلند، اسب فیورد و اسب ایسلندی دارد، از جمله قد محکم، یال ضخیم و پوشش موی سنگین، پوشش بدن آنها از ۸ تا ۱۵ سانتی‌متر متغیر است.

## کاربردها
اسب یاقوتستان عمدتاً برای گوشت آن استفاده می‌شود که به دلیل داشتن لایه چربی فراوان توسط مردم محلی به عنوان یک غذای لذیذ در نظر گرفته می‌شود. از شیر آنها نیز بیشتر برای تهیه کومیس استفاده می‌شود. اسب یاقوت برخلاف جثه کوچکی که دارد، به دلیل توانایی سواری دادنش ارزشمند است.